# Gayndah
Gayndah är en ort i Australien. Den ligger i kommunen North Burnett och delstaten Queensland, omkring 250 kilometer nordväst om delstatshuvudstaden Brisbane. Antalet invånare är 1 745.
Trakten runt Gayndah är nära nog obefolkad, med mindre än två invånare per kvadratkilometer.. Det finns inga andra samhällen i närheten. 
I omgivningarna runt Gayndah växer huvudsakligen savannskog. Genomsnittlig årsnederbörd är 921 millimeter. Den regnigaste månaden är mars, med i genomsnitt 173 mm nederbörd, och den torraste är juli, med 26 mm nederbörd.